# Erucaria crassifolia
Erucaria crassifolia là một loài thực vật có hoa trong họ Cải. Loài này được (Forssk.) Delile mô tả khoa học đầu tiên năm 1813.